# Lacrosse als Jocs Olímpics d'estiu de 1928
Als Jocs Olímpics d'Estiu de 1928 celebrats a la ciutat d'Amsterdam (Països Baixos) es disputà una competició de demostració de Lacrosse en categoria masculina. La competició se celebrà en un únic dia, el 5 d'agost de 1928, i el seu resultat final no es coneix.

## Comitès participants
Participaren 52 jugadors de tres comitès nacionals diferents:
- Canadà (18)
- Estats Units (17)
- Regne Unit (17)

## Partits
Font:
- 5 d'agost de 1928 -  Estats Units 6 - 3  Canadà
- 6 d'agost de 1928 -  Regne Unit 7 - 6  Estats Units
- 7 d'agost de 1928 -  Canadà 9 - 5  Regne Unit